# Wundballistik
Wundballistik ist die Lehre vom Verhalten der Geschosse beim Eindringen in den Körper eines Menschen oder Tieres. Insbesondere wird das Verhalten des Geschosses beschrieben sowie die von ihm bewirkten Verletzungen an Geweben oder Organen. Die Wundballistik ist ein interdisziplinärer Bereich mit Verbindungen zur Medizin, Forensik, Physik und Militärforschung. Grundsätzlich können das Verhalten des Geschosses im Körper (Actio, physikalisch-ballistischer Aspekt) und die Auswirkungen auf das Gewebe und andere Körperbestandteile (Reactio, medizinisch-biologischer Aspekt) betrachtet werden.
Man unterscheidet in der Ballistik zwischen Innen-, Außen- und Endballistik (auch Zielballistik genannt). Die Wundballistik ist ein Teilgebiet der Endballistik. Die Innenballistik hat bei der Untersuchung von aufgesetzten und nahen Schüssen eine große Mitbestimmungskraft auf den Wundbildungsmechanismus, genauso wie Nutations- und Präzessionsbewegungen eher beim kurzen Schuss eine Rolle spielen. Mit zunehmender Schussdistanz wird die Länge des geraden Schusskanals größer.
Für die Wundballistik spielt die Untersuchung des temporären Wundkanals eine besonders große Rolle. Dieser tritt hauptsächlich bei Langwaffen, weniger bei Kurzwaffen, auf. Entscheidend ist nicht die Gesamtenergie des Geschosses, sondern wie viel davon im beschossenen Körper abgegeben wird. Durch Überschlag des Geschosses oder „Aufpilzen“ (bei Teilmantel- und Hohlspitzgeschossen) wird die Energieabgabe erhöht bzw. maximiert. Die Durchschlagskraft sinkt, die sogenannte Mannstoppwirkung erhöht sich.

## Todesursachen
Es kommen drei Todesursachen bei Schussverletzungen in Betracht. Erstens der Kreislaufstillstand durch Zerstörung des Herzens oder von Hauptblutgefäßen. Nach etwa 15 Sekunden tritt Bewusstlosigkeit aufgrund von mangelhafter Sauerstoffversorgung des Gehirns ein. Es folgt der Hirntod nach etwa sieben Minuten. Das unmittelbare Zusammenbrechen von durch Herzschuss getroffenen Personen lässt sich aufgrund eines nervösen Reflexes erklären.
Zweite mögliche Ursache ist eine Zerstörung wichtiger Hirnzentren selbst. Dabei führt insbesondere die Zerstörung des Stammhirns unmittelbar zum Tod, aber Verletzungen am und Verlust von Teilen des Stirnhirns, wo keine animalischen Funktionen ausgeführt werden, können durchaus, teils unter Persönlichkeitsveränderungen, überlebt werden.
Drittens kann ein sogenannter Schocktod eintreten. Bei Hasen wurde beobachtet, dass deren Tod eintritt, obwohl eine große Zahl von Schrotkugeln nur unter die Haut und in Muskelgewebe, aber nicht in vitale Organe eindringt und somit an sich keine tödlichen Verletzungen hervorruft.

## Forschungsbereiche
Im Bereich der Forensik werden alle Umstände, die mit der Schussabgabe in Zusammenhang stehen, untersucht. Insbesondere die Untersuchung von Schussspuren und Schmauchspuren können wichtige Hinweise zu einem Verbrechen liefern.

## Methoden
Erforscht wird die Wundballistik mit Hilfe von ballistischer Gelatine oder Glyzerinseife, wobei ersteres verbreiteter ist. Durch die plastische Verformung des letzteren, der den temporären Wundkanal quasi „einfriert“, kann dieser für die Wundballistik entscheidende Aspekt entsprechend gut analysiert werden. Durch Vergleich wurde hinreichend nachgewiesen, dass sich diese Materialien unter Beschuss annähernd gleich verhalten wie menschliches Gewebe. Knochen können durch eingebettete Kunststoffe simuliert werden. Im Übrigen spielt das unterschiedliche elastoplastische Verhalten der beiden Stoffe für die Herausbildung der Verletzungen eine minder wichtige Rolle. Entscheidender sind Dichte, Viskosität und Fließfähigkeit, in der sich beide Materialien untereinander wie auch im Vergleich zur Muskulatur sehr ähneln.
Gelegentlich finden auch noch Tierversuche statt (meist anästhesierte Schweine, worauf die Projektile abgeschossen werden). Allerdings gibt es genug reale Schussverletzungen (Rechtsmedizin, Kriegs-Chirurgie), sodass auf Tier- und Leichenversuche weitgehend verzichtet werden kann.

### Experimentelle Methoden
Diese basieren auf der direkten Untersuchung der Wirkung von Geschossen in simulierten oder echten Gewebeumgebungen.

#### Gelatineblock-Tests
- Zweck: Simulation menschlichen Gewebes.
- Methode: Projektil wird in einen Gelatineblock geschossen, der in Dichte und Elastizität menschlichem Gewebe ähnelt.
- Messungen:
  - Temporäre und permanente Wundkanäle.
  - Eindringtiefe.
  - Fragmentation des Projektils.
- Vorteile: Reproduzierbar, standardisiert, keine ethischen Konflikte.
- Nachteile: Abweichungen vom Verhalten in echtem Gewebe.

#### Tiermodelle
- Zweck: Untersuchung der tatsächlichen Auswirkungen auf lebendes Gewebe.
- Methode: Einsatz von Tiergewebe oder lebenden Tieren (z. B. Schweine wegen der Ähnlichkeit mit menschlichem Gewebe).
- Messungen: Wundheilung, Verletzungsmuster, physiologische Reaktionen.
- Nachteile: Ethik, Kosten, Übertragbarkeit auf Menschen.

#### Ballistische Seifenblöcke
- Zweck: Visualisierung des Wundkanals.
- Eigenschaften: Transparent und weniger viskos als Gelatine.
- Einsatz: Untersuchung der Schockwellen und Kavitation.

Simulationen:

#### Computermodelle der Wundkavitation
- Zweck: Analyse der temporären und permanenten Wundhöhle.
- Software: Verwendung spezialisierter Simulationssoftware (z. B. LS-DYNA).
- Anwendung: Optimierung von Geschossen für bestimmte Einsatzzwecke.

## Verletzungsarten

### Verletzungen durch Pfeile
Die Wundballistik bei Pfeilverletzungen wurde 2004 von Hubert Sudhues untersucht. In diesem Rahmen wurde festgestellt, dass die Ballistik von Pfeilen und deren wundballistisches Potential erheblich von Schusswaffenprojektilen abweicht.

### Verletzungen durch Splitter
Auch Verletzungen durch Splitter werden in der Wundballistik untersucht. Dabei bestehen keine grundsätzlichen großen Unterschiede zu denen der Projektile. Der einzige nennenswerte Unterschied ist, dass Splitter ungezielt durch eine Treibladung beschleunigt werden (z. B. eine Handgranate), wohingegen Projektile eine gezielte Bewegungsenergie durch die Treibladung im Gewehrlauf erfahren. Splitter können aber auch durch Geschossfragmentation entstehen, wenn das Geschoss auf eine harte Oberfläche trifft. Die für die Wundballistik relevanten Splittermassen reichen von einigen hundertstel Gramm bis zu einigen 10 Gramm, wobei Geschwindigkeiten bis zu 2.000 m/s auftreten können. Daraus ergeben sich Energien von 1 J bis 60 kJ.

## Erwünschte Wirkungen
Im Bereich des Militärs gilt: Die Schussverletzungen sollen so schwer sein, dass die getroffene Person nicht mehr in der Lage ist, weiterzukämpfen beziehungsweise ihren Auftrag zu erfüllen. Hierbei spricht man im Allgemeinen von Kampfunfähigkeit. Dabei kann es von Vorteil sein, dass der Gegner „nur“ schwer verletzt statt getötet wird, weil dann weitere Soldaten mit dessen sanitätsdienstlicher Versorgung gebunden sind und nicht mehr unmittelbar am Kampf teilnehmen können.
Im Bereich der Jagd gilt: Die entstehenden Schussverletzungen sollen das Wild möglichst auf der Stelle töten und bewegungsunfähig machen (Blattschuss), um einerseits dem Tier unnötige Qualen zu ersparen und andererseits zu verhindern, dass das getroffene Tier noch flüchten kann. Des Weiteren sollte ein sicherer Ausschuss gewährleistet sein, um ein geflüchtetes Tier anhand seiner Schweißfährte schnell wiederzufinden. Dennoch sollte das Projektil so wenig wie möglich Schaden am Gewebe verursachen, um den Wert des Felles und des Fleisches nicht zu mindern.